# Karakumosa medica
Karakumosa medica is een spinnensoort uit de familie van de wolfspinnen (Lycosidae).
De wetenschappelijke naam van de soort werd in 1889 als Tarentula medica gepubliceerd door Reginald Innes Pocock.